# Nemti (nomós)

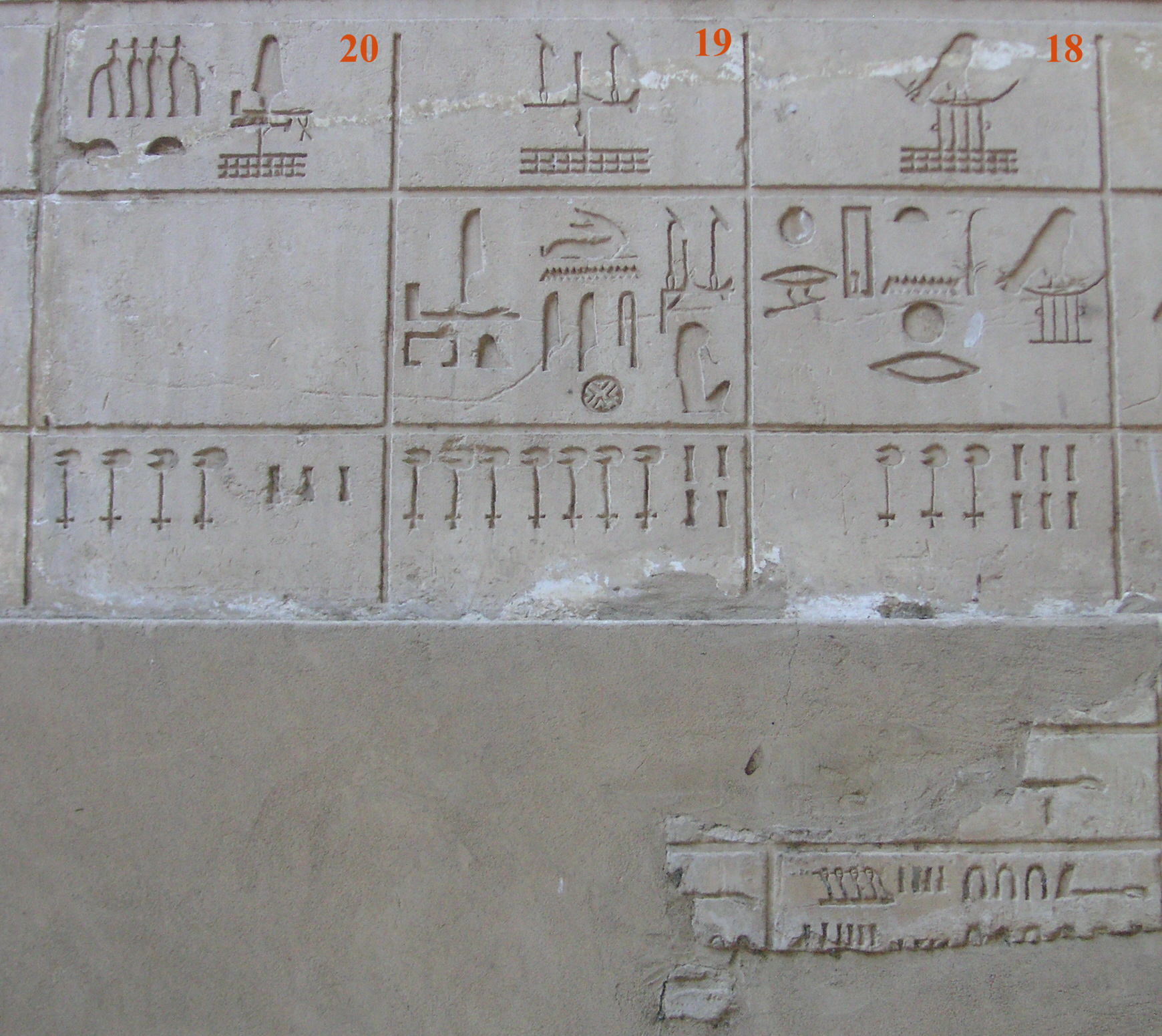
Nomós XVIII al XX de l'Alt Egipte

Nemti (el falcó volador) fou el nom del nomós XVIII de l'Alt Egipte. La capital fou Hutnesut (Alabastronòpolis, avui Sharuna) i ciutat important fou Teudjoi (la grega Ankironònpolis), avui Al-Hiba. El déu principal era Nemti o Nemty, que li donava nom.